# 1236
Cette page concerne l'année 1236  du calendrier julien.
L'année 1236 est une année bissextile qui commence un mardi.

## Événements
- Mars : occupation de Xiangyang par les Mongols (jusqu'en 1239)[1]. Raids mongols dans le Sichuan et le Hubei.
- 29 avril[2] : à sa mort, Iltutmish laisse le sultanat de Delhi à sa fille Raziyya (fin en 1240). La cour nomme néanmoins son frère Rukn-ud-din Firuz, incapable, qui règne près de sept mois sous la direction de sa mère shah Turkhan. Le sultanat sombre dans le désordre.
- 10 juin : traité de Tunis conclu pour 10 ans entre la république de Gênes et les Hafsides[3]. Selon les Génois qui commercent avec eux, les Hafsides sont maîtres d’un territoire s’étendant de Tripoli de Barbarie jusqu’aux confins occidentaux de Béjaïa.
- Septembre : Abû Zakariyâ Yahyâ, fondateur de la dynastie berbère des Hafsides, se proclame émir indépendant à Tunis[4].

- 9 novembre, sultanat de Delhi : les nobles finissent par emprisonner la reine mère et son fils[5]. Raziyya est rappelée à la tête du sultanat de Delhi. Elle règne pendant trois ans et demi pendant lesquels elle essaye de modifier les institutions.

- Intronisation de Sundjata Keïta, fondateur de l'empire du Mali à la fin de l'année. Il promulgue à cette occasion une des plus vieilles constitutions connues au monde, la charte du Mandén, qui abolit l'esclavage[6].

- Soumission de la Corée par les Mongols (fin en 1241)[7].

- Les Mongols de Tchormaghan envahissent à nouveau la Géorgie et s’emparent sans combat de Tiflis, incendiée par son gouverneur en fuite. Roussadane, reine de Géorgie, doit transférer son siège à Koutaïssi[8].

### Europe
- 14 janvier : Henri III d'Angleterre épouse Éléonore de Provence[9].
- 3 février : trêve de cinq ans signée à Windsor entre la France et l'Angleterre[10].
- 25 avril[11] : fin de la régence de Blanche de Castille et début véritable du règne de Louis IX de France.
- 18 mai, Pentecôte : Blanche de Castille fonde cette semaine l'abbaye de Maubuisson[12].
- 10 juin : le concile de Tours décrète l’interdiction pour les chrétiens de tuer les Juifs, de les battre et de voler leurs biens[13].
- 29 juin : les Castillans sous Ferdinand III prennent la capitale maure de Cordoue[14]. Après la prise de la ville, des prisonniers maures portent sur leurs épaules la cloche de Cordoue jusqu'à Saint-Jacques-de-Compostelle (cf. 997).
- Août[15] : première campagne de l'empereur Frédéric II contre la ligue lombarde. Il rejoint les forces de son allié  Ezzelino III da Romano devant Vérone.
- 22 septembre, croisades baltes : bataille de Saule (Saulės Mūšis en lituanien, Saules kauja en letton). Victoire des Lituaniens de Courlande et de Samogitie à Schaulen (Saule) sur les Porte-Glaives, dont le grand maître Volkwin est tué[16]. Le prince Mindovg Mindaugas réussit à faire l'unité des diverses tribus lituaniennes.
- 2 novembre[17] : sac de Vicence par l'empereur Frédéric II qui en donne le gouvernement à Ezzelino.
- Automne : expéditions mongoles de Batu qan en Europe (fin en 1242). L’armée de Batu, 150 000 Mongols et Turcs dirigés par Subotaï, marche vers l’Occident. De nombreux Gengiskhanides participent à l’opération : Güyük et Kadan, fils d’Ögödei, Qaïdu, son petit-fils, Mongke, fils de Tolouï, Baïdar, fils de Djaghataï et son petit-fils Buri, les frères de Batu : Orda, Berké et Cheyban. Le khanat bulgare de la Volga est soumis en automne et Bolgar est incendiée, ce qui permet aux Mongols de passer la Volga gelée durant l'hiver 1236-1237[18].

- Début du règne d'Alexandre Iaroslavitch « Nevski » (1220-1263), grand duc de Novgorod de 1236 à 1252 puis grand prince de Vladimir.
- Birger Jarl, conseiller du roi de Suède, délivre Lübeck assiégée par les Danois[19].
- Alexandre de Hales, après ses études à Paris, entre dans l’ordre des franciscains et devient maître de conférences en philosophie et théologie à l'université de Paris, où trois des douze chaires de théologie échoient alors aux dominicains et aux franciscains[20].